# إديلميرو جوليان فاريل
إديلميرو جوليان فاريل (12 فبراير 1887–21 أكتوبر 1980) هو ضابط عسكري وديكتاتوري أرجنتيني،شغل منصب رئيس الأرجنتين من 25 فبراير 1944 حتى 3 يونيو 1946،وشغل منصب نائب الرئيس في عهد الرئيس بيدرو بابلو راميريز من 15 أكتوبر 1943 حتى 9 مارس 1944.

## حياته
وُلِدَ في 12 فبراير 1887،في لانوس،بوينس آيرس،التحق بالكلية العسكرية الوطنية الأرجنتينية في 1907 وحصل على رتبة ملازم ثاني في سلاح المشاة،وخدم في فوج جبال الألب الإيطالي بين عامي 1924 و1926،وبعدها عاد إلى الأرجنتين،وتمت ترقيته إلى رتبة عميد بعدما أطاح بيدرو بابلو راميريز بأرتور روسون في انقلاب 1943،وفي 25 فبراير 1944،عينه بيدرو بابلو راميريز رئيسًا للدولة،وبعد ذلك عين خوان بيرون نائب رئيس الدولة،وفي أثناء الحرب العالمية الثانية،أعلن الحرب على ألمانيا النازية وإمبراطورية اليابان في مارس 1945،وبعد الحرب،خرج الشعب في مظاهرات شعبية مؤيدة لخوان بيرون،وفي عام 1946،أعلن عن إجراء انتخابات رئاسية وفاز بها خوان بيرون.

## وفاته
توفي في بوينس آيرس في 21 أكتوبر 1980،عن عمر يناهز 93 عامًا.